# 작은노랑어깨박쥐
작은노랑어깨박쥐(little yellow-shouldered bat, Sturnira lilium)는 주걱박쥐과(신세계잎코박쥐과)에 속하는 남아메리카 박쥐의 일종이다. 남아메리카와 중앙아메리카에서 발견된다. 과식성 박쥐이다. 조프루아박쥐로도 불린다.

## 아종
- Sturnira lilium angeli - 별도의 종 에인절노랑어깨박쥐로 분류하기도 함.
- Sturnira lilium lilium
- Sturnira lilium luciae
- Sturnira lilium parvidens - 별도의 종 북부노랑어깨박쥐로 분류하기도 함.
- Sturnira lilium paulsoni - 별도의 종 폴슨노랑어깨박쥐로 분류하기도 함.
- Sturnira lilium serotinus
- Sturnira lilium vulcanensis
- Sturnira lilium zygomaticus